# Silver Fist
Silver Fist est un groupe espagnol de thrash metal. Il est formé en 2002 et s'est dissous en 2023. Certains de leurs riffs sont proches du death metal mélodique.

## Histoire

### Débuts
Après la séparation du groupe Muro, les chanteurs Adonis et Silver1 décident de former (fin 2002) un nouveau groupe avec l'ex-batteur de Muro, Iván Manzano, avec l'idée de jouer un heavy metal pur et direct.
Rapidement, ils commencent à composer et à jouer, avec des concerts à l'Aqualung Club à Madrid. Ils font la première partie de Saratoga le jour de l'enregistrement de leur DVD live avec Motörhead et au festival Viña Rock (2003 et 2005). Plus tard, ils signent avec le label Avispa et, en octobre 2003, ils commencent à enregistrer leur premier album, Ave Fénix, dans les studios M-20, qui sort en avril 2005. Cet album se compose d'un premier CD avec 11 de leurs propres chansons et d'un second CD avec 6 reprises de groupes classiques de heavy metal. Peu après, Diego López (guitare) et José M. Pérez (basse) rejoignent le groupe.
En septembre 2004, avec la formation actuelle, ils enregistrent la chanson Killer of Giants pour l'album hommage à Ozzy Osbourne : Tribute of a Madman, créé et produit par Jorge Escobedo (Sôber, Skizoo), une idée qui les amène à participer au festival Viña Rock 2005 sous le pseudonyme de The Mad Ones avec d'autres musiciens qui ont participé à l'album susmentionné. Il s'agit d'Antonio Bernardini et Jorge Escobedo aux guitares, Óscar Sancho (Lujuria) au chant, Enrik García à la guitare, Alfred Romero au chant (Dark Moor) et David Martínez aux claviers. Au cours de l'année, ils commencent à composer une grande partie de leur deuxième album et se sont produits en live dans plusieurs festivals espagnols, comme le baptême du Rockcinante Excalibur Metal Festival qui a eu lieu à Alcalá de Henares (Madrid) avec Saratoga, Barón Rojo et Medina Azahara.

### Lágrimas de sangre
2006 est une année importante pour le groupe, qui commence avec un concert aux côtés de Saratoga en janvier à Madrid pour la promotion de leur dernier album, et en avril ils présentent Ave Fénix en concert, également à Madrid. Ils se rendent ensuite en Allemagne pour la 6e édition du festival Keep It True, où ils partagent l'affiche avec des groupes comme Exciter, Paradox, Ross the Boss, Grim Reaper et Riot. Fin juin, ils retournent en Allemagne pour un autre événement metal, Thrash Till Death, près de Hanovre. Des festivals comme Viña Rock 2006, Leyendas del Rock à Mazarrón, Kastañorock à Ávila, Carabaña à Madrid, Maíz à León et bien d'autres comptent avec la présence de Silver Fist cette année dans tout le pays, ainsi que dans des villes comme Valladolid, Séville, Dos Hermanas, Guadalajara, Ávila, etc. Enfin, après plusieurs reports, le groupe se lance dans l'enregistrement de son deuxième album, intitulé Lágrimas de sangre, au cours des mois de juin et juillet, qui sort au cours de la dernière partie de l'année 2006. À cette époque, Nacho Ruiz quitte le groupe pour rejoindre Mr. Rock et est remplacé par Pablo Fernández.
Le 6 novembre 2006, Lágrimas de sangre sort, pré-produit par Big Simon (Saratoga, Terroristars, Dark Moor), produit et enregistré aux studios M-20 à Madrid avec David Martinez et Hadrien Fregnac, mixé par Fredrik Nordström et Hendrik Udd aux studios Fredman (Suède) et enfin masterisé par David Martinez. La pochette est réalisée par Jowita Kaminska. Au début de 2007, en raison de la présence accrue de claviers dans les chansons du nouvel album par rapport au précédent, ils décident d'incorporer Filtho (Amset) et le groupe devient un sextuor pour la tournée de présentation de Lágrimas de sangre. Lors de la tournée 2007, le groupe donne de nombreux concerts dans toute l'Espagne et dans des festivals nationaux, comme Extremusika, Leyendas del Rock ou le festival Heavy Metal Heart à Valence, où un DVD live de leur performance a été enregistré. À l'étranger, ils participent au Metal Thunder Fest à Porto Rico, et au Headbangers Open Air en Allemagne. Ils terminent également l'enregistrement de Tears of Blood, qui est distribué en Europe, au Japon et dans d'autres pays par Soulfood Music,,.
En 2008, ils jouent à Athènes, en Grèce, au Up The Hammers Festival III. En octobre 2009, Diego, José, Iván et Pablo quittent le groupe, laissant une déclaration sur le site officiel du groupe et dans plusieurs médias.

### Fe ciegaet séparation
En juillet 2011, de nouveaux membres rejoignent le groupe : Fran Soler et Alex Escorza aux guitares, Julito (membre de Muro) à la basse et Erik Raya à la batterie. Avec ce line-up, ils jouent au Metal Lorca 2011, un festival au profit des victimes du séisme qui a eu lieu à Murcie le 11 mai de la même année. Ils participent également à la 5e édition du Triana Metal Festival qui s'est tenu à Séville le 24 septembre. Après ce concert, Álex Escorza quitte le groupe et est remplacé par Antonio Pino, ex-Ankhara ; avec cette nouvelle recrue, ils jouent dans la salle El Tren de Grenade le 18 février 2012, dans le cadre du 4 The Metal Festival, avec des groupes comme Desaster (Allemagne) et Baphomet's Blood (Italie), entre autres. La même année, ils jouent dans plusieurs festivals tels que XXV Aniversario de La Cabaña del Tío Rock, Hontoria del Metal et Ginetarock 2012.
Après un va-et-vient de musiciens, le groupe s'est finalement stabilisé avec l'entrée de Carlos « Legobass » G. Hernández (ex-RockWave, ex-Sons Of Cartago) à la basse, Nacho de Carlos (Ñu, ex-Ars Amandi, ex-Hebrea, ex-Beethoven R) à la guitare, le retour d'Alex Escorza (ex-Muro, ex-Crienium, ex-Hateskor) à l'autre guitare et Nitro (Infernoise, Clockwork, Fiebre) à la batterie. Avec ce line-up, ils publient sous le label Leyenda Récords en 2015 l'EP Todavía vivo en amont du nouvel album du groupe, Fe ciega, qui sort au début de octobre 2016,. Les deux albums sont enregistrés aux New Life Studios en 2015, produites, enregistrées et mixées par José Garrido et Daniel Melián et masterisées par Mika Jussila (Finnvox).
En 2018, ils entament le Fe ciega Tour où le groupe enregistre deux clips, Mi rebelión et Todavía vivo, ce dernier ayant été enregistré aux Leyendas del Rock 2017. En plus de jouer en France, le groupe joue dans différents festivals nationaux et enregistre en 2018 une nouvelle chanson, Sangra la tierra dans le cadre de l'album caritatif Metal por México, et travaille annonce vouloir entrer en Amérique latine dès que possible. En juillet 2021, Erik Raya revient à la batterie. En 2022, ils sortent l'album ¿No quedan héroes? qui contient la chanson Nunca dejes de creer (un clin d'œil de Silver au Club Atlético de Madrid, dont il est un fan reconnu). En mars 2023, Silver annonce la séparation du groupe,.

## Discographie

### Albums studio
- 2004 : Ave Fénix
- 2006 : Lágrimas de sangre (réédité en en anglais sous le nom de Tears of Blood)
- 2016 : Fe ciega
- 2022 : ¿No quedan héroes?

### EP
- 2008 : Demo(n) MMVIII (EP en anglais)
- 2015 : Todavía vivo (EP)

### Albums hommage
- 2005 : Tribute to a Madman - Ozzy Osbourne - Killer of Giants
- 2007 : ...Y serás canción - Tributo a Big Simon - Mártir

### DVD
- 2008 : Directo HMH Festival